# Canton de Belleville-en-Beaujolais
Cet article possède un paronyme, voir Canton de Belleville (homonymie).
Le canton de Belleville-en-Beaujolais, précédemment appelé canton de Belleville, est une circonscription électorale française située dans le département du Rhône, en région Auvergne-Rhône-Alpes.

## Histoire
Le canton est créé en 1790.
À la suite du redécoupage cantonal de 2014, les limites territoriales du canton sont remaniées. À partir des élections départementales de mars 2015, le nombre de communes du canton passe de 13 à 29.
À la suite du décret du 5 mars 2020, le canton prend le nom de son bureau centralisateur, Belleville-en-Beaujolais.

## Représentation

### Conseillers généraux de 1833 à 2015
| Période | Période          | Identité                   | Étiquette                 | Qualité |
| ------- | ---------------- | -------------------------- | ------------------------- | --- |
| 1833    | 1839             | Joseph Place-Lafond        |                           | Propriétaire à Saint-Lager Négociant en vins à Belleville                                                                                |
| 1839    | 1846 (décès)     | Joseph Permézel            |                           | Avocat, propriétaire, maire de Charentay (1843-1846)                                                                                     |
| 1846    | 1855             | Joseph Place-Lafond        |                           | Propriétaire à Saint-Lager Négociant en vins à Belleville                                                                                |
| 1855    | 1868 (décès)     | Jean-Marie Philippe Sauzey |                           | Conseiller honoraire à la Cour Impériale de Lyon                                                                                         |
| 1868    | 1879 (démission) | André Parceint             | Républicain               | Rentier à Corcelles |
| 1879    | 1879 (décès)     | François-Auguste Solet     |                           | Maire de Saint-Lager |
| 1879    | 1888 (démission) | Jean-Claude Berthillier    | Républicain               | Négociant à Belleville, conseiller d'arrondissement                                                                                      |
| 1888    | 1894 (décès)     | Joseph Martel              |                           | Propriétaire à Belleville |
| 1894    | 1900 (décès)     | Henri Marmonier            | Républicain Radical       | Docteur en droit, Belleville Ancien chef adjoint de cabinet de Pierre Brisson Député (1885-1889)                                         |
| 1900    | 1907             | Jean-Paul Dargaud          | Républicain Radical       | Propriétaire à Saint-Trivier-de-Courtes (Ain) Maire de Belleville                                                                        |
| 1907    | 1913 (décès)     | Louis Desvoys              | Rad.                      | Maire de Belleville, conseiller d'arrondissement                                                                                         |
| 1913    | 1940             | Émile Bender               | Rad.                      | Avocat Président du Conseil général (1920-1934) Député (1907-1919 et 1924-1928) Sénateur (1931-1944) Maire d'Odenas                      |
|         |                  |                            |                           | |
| 1945    | 1951             | Émile Bender               | Rad.                      | Président du Conseil général (1945-1951)                                                                                                 |
| 1951    | 1964             | Paul Durand                | RPF puis DVD              | |
| 1964    | 1973 (décès)     | Joseph Rosselli            | Rad.-FGDS                 | Ingénieur, puis directeur de cabinet d'Édouard Herriot Député (1967-1968) Maire de Belleville (1957-1973)                                |
| 1973    | 1976             | Alexis Bichonnier          | PS                        | Maire de Belleville (1973-1977) |
| 1976    | 1982             | Claude Cimetière           | MRG                       | Cultivateur à Belleville, maire de Taponas (1971-1989)                                                                                   |
| 1982    | 1983 (décès)     | Robert Morillon            | UDF-Rad.                  | Maire de Belleville (1977-1983) |
| 1983    | 1994             | Georges Dutrêve            | app. UDF                  | Cultivateur Maire de Belleville (1983-1995)                                                                                              |
| 1994    | 2015             | Bernard Fialaire           | DVD puis UDF puis UDI-PRV | Médecin Maire de Belleville (1995-2018) Président de la Communauté de communes Beaujolais-Val de Saône Vice-président du Conseil général |

### Conseillers d'arrondissement (de 1833 à 1940)
| Période                                  | Période          | Identité                    | Étiquette             | Qualité |
| ---------------------------------------- | ---------------- | --------------------------- | --------------------- | --- |
| 1833                                     | 1841 (décès)     | Pierre Dumas (1790-1841)    |                       | Négociant, maire de Belleville (1829-1841)                                                                  |
| 1842                                     | 1848             | M. Dulac                    |                       | Notaire, maire de Belleville                                                                                |
|                                          |                  |                             |                       | |
| 1877                                     | 1879             | Jean-Claude Berthillier     | Républicain           | Négociant à Belleville                                                                                      |
| 1879                                     | 1886 (décès)     | Antoine Midroit (1837-1886) | Républicain           | Ancien capitaine des Mobiles du Rhône, propriétaire à Belleville                                            |
|                                          |                  |                             |                       | |
|                                          | 1893 (démission) | François Perret             |                       | Négociant à Belleville                                                                                      |
| 1893                                     | 1895             | M. Colinet                  | Républicain           | |
| 1895                                     | 1907             | Louis Desvoys               | Républicain           | Maire de Belleville, Président du Conseil d'arrondissement                                                  |
| 1907                                     | 1910             | Eugène Gonin                | Républicain démocrate | Maire de Charentay                                                                                          |
| 1910                                     | 1922             | M. Juillard                 | Radical               | |
| 1922                                     | 1940             | M. Camus                    | Rad.                  | Distillateur liquoriste à Belleville                                                                        |
| 1940                                     |                  |                             |                       | Les conseils d'arrondissement ont été suspendus par la loi du 12 octobre 1940 et n'ont jamais été réactivés |
| Les données manquantes sont à compléter. |                  |                             |                       | |

### Conseillers départementaux à partir de 2015
| Période élective | Période élective | Mandat | Mandat   | Identité           | Nuance | Nuance | Qualité                                                                                               |
| ---------------- | ---------------- | ------ | -------- | ------------------ | ------ | ------ | --- |
| 2015             | 2021             | 2015   | 2021     | Bernard Fialaire   |        | MR     | Médecin Maire de Belleville (1995-2019) Président de la Communauté de communes Sénateur (depuis 2020) |
| 2015             | 2021             | 2015   | 2021     | Évelyne Geoffray   |        | UDI    | Agricultrice Maire d'Odenas (2008-2020)                                                               |
| 2021             | 2028             | 2021   | en cours | Evelyne Geoffray   |        | UDI    | Conseillère sortante                                                                                  |
| 2021             | 2028             | 2021   | en cours | Frédéric Pronchéry |        | DVD    | Maire de Belleville-en-Beaujolais                                                                     |

### Résultats détaillés

#### Élections de mars 2015
À l'issue du 1er tour des élections départementales de 2015, deux binômes sont en ballottage : Bernard Fialaire et Évelyne Geoffray (UDI, 47,48 %) et Chantal Capaldini et Benoit Lapeyrere (FN, 35,53 %). Le taux de participation est de 49,18 % (11 488 votants sur 23 357 inscrits) contre 48,95 % au niveau départemental et 50,17 % au niveau national.
Au second tour, Bernard Fialaire et Évelyne Geoffray (UDI) sont élus avec 63,82 % des suffrages exprimés et un taux de participation de 49,42 % (6 865 voix pour 11 540 votants et 23 351 inscrits).

#### Élections de juin 2021
Le premier tour des élections départementales de 2021 est marqué par un très faible taux de participation (33,26 % au niveau national). Dans le canton de Belleville-en-Beaujolais, ce taux de participation est de 29,33 % (7 265 votants sur 24 769 inscrits) contre 32,35 % au niveau départemental. À l'issue de ce premier tour, deux binômes sont en ballottage : Evelyne Geoffray et Frédéric Pronchery (Union au centre et à droite, 59,14 %) et Christophe Boudot et Chantal Capaldini (RN, 22,79 %).
Le second tour des élections est marqué une nouvelle fois par une abstention massive équivalente au premier tour. Les taux de participation sont de 34,36 % au niveau national, 33,07 % dans le département et 29,74 % dans le canton de Belleville-en-Beaujolais. Evelyne Geoffray et Frédéric Pronchery (Union au centre et à droite) sont élus avec 77,31 % des suffrages exprimés (5 314 voix pour 7 368 votants et 24 773 inscrits),,. 

## Composition

### Composition avant 2015
Le canton regroupait treize communes.
| Nom                         | Code Insee | Codepostal | Superficie (km2) | Population (dernière pop. légale) | Densité (hab./km2) |
| --------------------------- | ---------- | ---------- | ---------------- | --------------------------------- | ------------------ |
| Belleville (chef-lieu)      | 69019      | 69220      | 10,42            | 8 045 (2012)                      | 772                |
| Cercié                      | 69036      | 69220      | 4,94             | 1 149 (2012)                      | 233                |
| Charentay                   | 69045      | 69220      | 13,78            | 1 198 (2012)                      | 87                 |
| Corcelles-en-Beaujolais     | 69065      | 69220      | 9,30             | 871 (2012)                        | 94                 |
| Dracé                       | 69077      | 69220      | 14,87            | 988 (2012)                        | 66                 |
| Lancié                      | 69108      | 69220      | 6,60             | 903 (2012)                        | 137                |
| Odenas                      | 69145      | 69460      | 9,02             | 871 (2012)                        | 97                 |
| Saint-Étienne-des-Oullières | 69197      | 69460      | 9,66             | 1 942 (2012)                      | 201                |
| Saint-Étienne-la-Varenne    | 69198      | 69460      | 6,96             | 719 (2012)                        | 103                |
| Saint-Georges-de-Reneins    | 69206      | 69830      | 27,49            | 4 292 (2012)                      | 156                |
| Saint-Jean-d'Ardières       | 69211      | 69220      | 12,44            | 3 729 (2012)                      | 300                |
| Saint-Lager                 | 69218      | 69220      | 7,74             | 962 (2012)                        | 124                |
| Taponas                     | 69242      | 69220      | 7,64             | 930 (2012)                        | 122                |

### Composition depuis 2015
Lors du redécoupage de 2014, le canton comprenait vingt-neuf communes entières.
À la suite de la création de la commune nouvelle de Deux-Grosnes au 1er janvier 2019 et au décret du 5 mars 2020, la rattachant entièrement au canton de Thizy-les-Bourgs, le canton comprend désormais 27 communes.
| Nom                                              | Code Insee | Intercommunalité    | Superficie (km2) | Population (dernière pop. légale) | Densité (hab./km2) | Modifier                                    |
| ------------------------------------------------ | ---------- | ------------------- | ---------------- | --------------------------------- | ------------------ | ------------------------------------------- |
| Belleville-en-Beaujolais (bureau centralisateur) | 69019      | CC Saône-Beaujolais | 22,86            | 13 767 (2022)                     | 602                | modifier les données · modifier les données |
| Les Ardillats                                    | 69012      | CC Saône-Beaujolais | 23,10            | 616 (2022)                        | 27                 | modifier les données · modifier les données |
| Beaujeu                                          | 69018      | CC Saône-Beaujolais | 17,85            | 2 103 (2022)                      | 118                | modifier les données · modifier les données |
| Cenves                                           | 69035      | CC Saône-Beaujolais | 26,48            | 393 (2022)                        | 15                 | modifier les données · modifier les données |
| Cercié                                           | 69036      | CC Saône-Beaujolais | 4,94             | 1 135 (2022)                      | 230                | modifier les données · modifier les données |
| Charentay                                        | 69045      | CC Saône-Beaujolais | 13,78            | 1 269 (2022)                      | 92                 | modifier les données · modifier les données |
| Chénas                                           | 69053      | CC Saône-Beaujolais | 8,18             | 534 (2022)                        | 65                 | modifier les données · modifier les données |
| Chiroubles                                       | 69058      | CC Saône-Beaujolais | 7,32             | 416 (2022)                        | 57                 | modifier les données · modifier les données |
| Corcelles-en-Beaujolais                          | 69065      | CC Saône-Beaujolais | 9,30             | 993 (2022)                        | 107                | modifier les données · modifier les données |
| Dracé                                            | 69077      | CC Saône-Beaujolais | 14,87            | 1 178 (2022)                      | 79                 | modifier les données · modifier les données |
| Émeringes                                        | 69082      | CC Saône-Beaujolais | 3,01             | 278 (2022)                        | 92                 | modifier les données · modifier les données |
| Fleurie                                          | 69084      | CC Saône-Beaujolais | 13,94            | 1 351 (2022)                      | 97                 | modifier les données · modifier les données |
| Juliénas                                         | 69103      | CC Saône-Beaujolais | 7,56             | 883 (2022)                        | 117                | modifier les données · modifier les données |
| Jullié                                           | 69104      | CC Saône-Beaujolais | 9,88             | 496 (2022)                        | 50                 | modifier les données · modifier les données |
| Lancié                                           | 69108      | CC Saône-Beaujolais | 6,60             | 1 082 (2022)                      | 164                | modifier les données · modifier les données |
| Lantignié                                        | 69109      | CC Saône-Beaujolais | 7,40             | 851 (2022)                        | 115                | modifier les données · modifier les données |
| Marchampt                                        | 69124      | CC Saône-Beaujolais | 17,74            | 452 (2022)                        | 25                 | modifier les données · modifier les données |
| Odenas                                           | 69145      | CC Saône-Beaujolais | 9,02             | 943 (2022)                        | 105                | modifier les données · modifier les données |
| Quincié-en-Beaujolais                            | 69162      | CC Saône-Beaujolais | 22,05            | 1 382 (2022)                      | 63                 | modifier les données · modifier les données |
| Régnié-Durette                                   | 69165      | CC Saône-Beaujolais | 11,72            | 1 159 (2022)                      | 99                 | modifier les données · modifier les données |
| Saint-Didier-sur-Beaujeu                         | 69196      | CC Saône-Beaujolais | 14,62            | 603 (2022)                        | 41                 | modifier les données · modifier les données |
| Saint-Étienne-la-Varenne                         | 69198      | CC Saône-Beaujolais | 6,96             | 783 (2022)                        | 113                | modifier les données · modifier les données |
| Saint-Lager                                      | 69218      | CC Saône-Beaujolais | 7,74             | 1 051 (2022)                      | 136                | modifier les données · modifier les données |
| Taponas                                          | 69242      | CC Saône-Beaujolais | 7,64             | 908 (2022)                        | 119                | modifier les données · modifier les données |
| Vauxrenard                                       | 69258      | CC Saône-Beaujolais | 19,19            | 315 (2022)                        | 16                 | modifier les données · modifier les données |
| Vernay                                           | 69261      | CC Saône-Beaujolais | 5,59             | 117 (2022)                        | 21                 | modifier les données · modifier les données |
| Villié-Morgon                                    | 69267      | CC Saône-Beaujolais | 18,74            | 2 132 (2022)                      | 114                | modifier les données · modifier les données |
| Canton de Belleville-en-Beaujolais               | 6903       |                     | 338,08           | 37 190 (2022)                     | 110                | modifier les données                        |

## Démographie

### Démographie avant 2015
| 1962   | 1968   | 1975   | 1982   | 1990   | 1999   | 2006   | 2011   | 2012   |
| ------ | ------ | ------ | ------ | ------ | ------ | ------ | ------ | ------ |
| 13 907 | 16 036 | 17 010 | 18 279 | 18 966 | 20 237 | 22 985 | 26 167 | 26 599 |

### Démographie depuis 2015
En 2022, le canton comptait 37 190 habitants, en évolution de +4,09 % par rapport à 2016 (Rhône : +4,34 %, France hors Mayotte : +2,11 %).
| 2013   | 2018   | 2022   |
| ------ | ------ | ------ |
| 34 437 | 36 101 | 37 190 |